# Coccau
Coccau (Cocau in friulano, Goggau in tedesco, Kokova in sloveno) è una frazione del comune di Tarvisio (UD), diviso a sua volta in Coccau di Sopra, Coccau di Sotto e Coccau Valico. In quest'ultima parte passa il confine tra Italia e Austria, fissato dal trattato di Saint-Germain-en-Laye dopo la fine della prima guerra mondiale nel 1919. Gli abitanti di Coccau sono chiamati coccauesi, la Valcanale è quadrilingue ma qui la componente germanofona è più forte per via della vicinanza con l'Austria.

## Monumenti e luoghi d'interesse
- Chiesa di San Nicolò.